# Alpha (Minnesota)
Alpha – miasto w Stanach Zjednoczonych, w stanie Minnesota, w hrabstwie Jackson.